# Ambrumesnil
Ambrumesnil település Franciaországban, Seine-Maritime megyében. Lakosainak száma 504 fő (2022. január 1.). Ambrumesnil Ouville-la-Rivière, Avremesnil, Gueures, Offranville, Saint-Denis-d’Aclon és Thil-Manneville községekkel határos.

## Népesség
A település népességének változása:
| Lakosok száma | 501  | 488  | 494  | 472  | 470  | 468  | 473  | 488  | 504  |
|               | 2013 | 2015 | 2016 | 2017 | 2018 | 2019 | 2020 | 2021 | 2022 |